# Сан Бартоломео (Бари)
Сан Бартоломео (итал. San Bartolomeo) је насеље у Италији у округу Бари, региону Апулија.
Према процени из 2011. у насељу је живело 152 становника. Насеље се налази на надморској висини од 202 м.